# Leibniz-Institut für Pflanzengenetik und Kulturpflanzenforschung
Das Institut für Pflanzengenetik und Kulturpflanzenforschung (IPK) ist Teil der Wissenschaftsgemeinschaft Gottfried Wilhelm Leibniz (WGL).

## Aufgabe
Am IPK werden sowohl Grundlagenforschung als auch anwendungsbezogene Forschung auf den Gebieten Ressourcenforschung, Genomforschung und Molekulare Pflanzenphysiologie betrieben.
Das Institut ist eine Stiftung öffentlichen Rechts. Die Finanzierung teilen sich der Bund, vertreten durch das BMBF, und die Bundesländer, wobei die Sitzländer Sachsen-Anhalt und Mecklenburg-Vorpommern (letzteres für die Außenstellen der Abteilung Genbank) den jeweils größten Teil übernehmen.
Geforscht wird in vier wissenschaftlichen Abteilungen (Genbank, Züchtungsforschung, Molekulare Genetik sowie Physiologie und Zellbiologie). Übergeordnete Plattformen bilden das Pflanzengenom-Ressourcen-Centrum (PGRC) und die Bioinformatik. Die Abteilung Genbank ist eine der ca. 1.400 weltweit tätigen öffentlichen Saatgutbibliotheken. Mit nahezu 150.000 Saatgutmustern aus etwa 800 Gattungen gehört sie zu den bedeutenden Institutionen zur Erhaltung alter Nutzpflanzen und deren wildverwandten Arten. Die Saatgutmuster werden in der eigenen Forschung eingesetzt und auf Anforderung auch an andere Forschungsinstitutionen, Sammlungen (Genbanken und Botanische Gärten) und Pflanzenzüchter abgegeben. Das Institut gehört zu den Einrichtungen, die Saatgutproben im Svalbard Global Seed Vault hinterlegt haben. Darüber hinaus ist das Institut Vollmitglied im WissenschaftsCampus Halle - Pflanzenbasierte Bioökonomie.

## Vermehrungsanbau

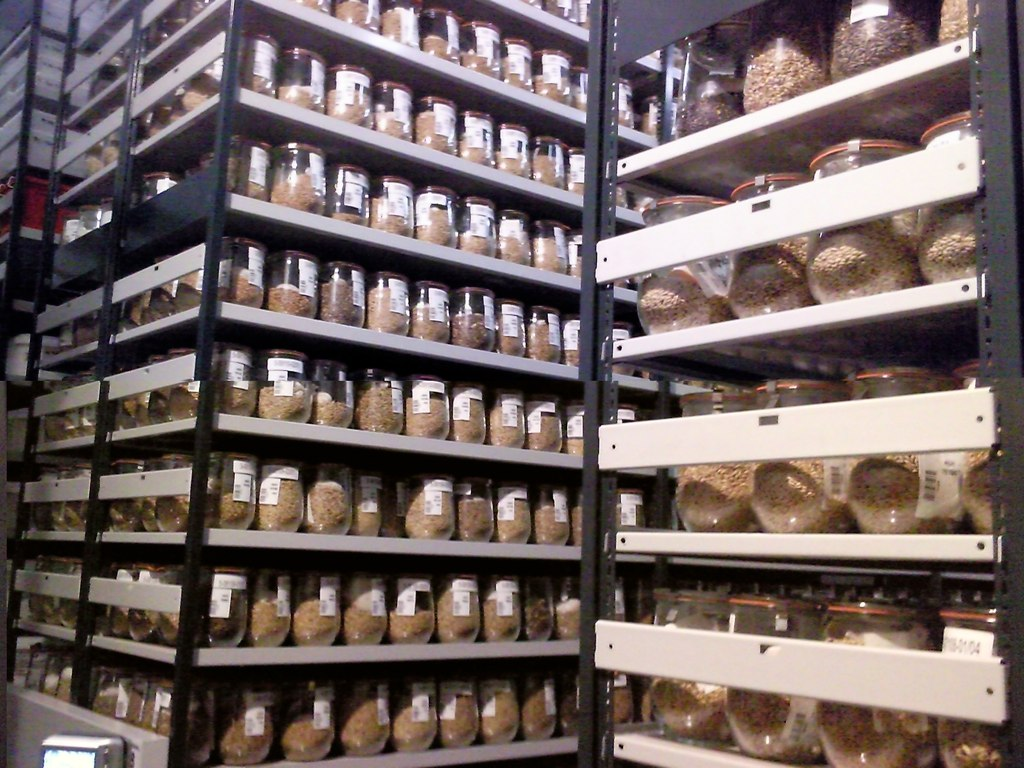
Saatgutarchiv im IPK Gatersleben

Zur Sicherung der genetischen Ressourcen der Genbank ist ein jährlicher Anbau (Nachbau) eines Teils der in der Genbank eingelagerten Muster (Akzessionen) notwendig, da Saatgut trotz optimaler (kalter, trockener) Lagerung jährlich an Keim- und Triebkraft verliert. Darüber hinaus werden Samen aus den verschiedenen Herkünften nicht nur in keimfähigem Zustand erhalten, sondern auch anerkannten Forschern und Pflanzenzüchtern in der ganzen Welt zur Verfügung gestellt. In welchen zeitlichen Abständen der Anbau im Feld erfolgt, ist je nach Art sehr unterschiedlich und richtet sich in erster Linie nach der Haltbarkeit der Samen und der Häufigkeit der Abgabe. Jährlich werden etwa fünf Prozent der Genbanksammlung zu Vermehrungszwecken im Feld oder im Gewächshaus angebaut; das sind gegenwärtig ca. 7500 Muster. Seit der Gründung 1943 bemüht sich die Institutsleitung, den Saatgutbestand auszubauen und die vorhandenen Muster sortenrein zu erhalten. Die langjährige Erfahrung und der Einsatz erprobter Verfahren wie die Einhaltung von Sicherheitsabständen im Vermehrungsanbau verhindern eine Vermischung der Genbankmuster untereinander als auch mit Pflanzen benachbarter Felder. Eine entsprechende Zertifizierung durch die Internationale Organisation für Normung wurde der Genbank 2007 ausgesprochen (ISO 9001:2000).
Weizen stellt mit etwa 30.000 Mustern einen Schwerpunkt der eingelagerten Pflanzenmuster dar und ist deshalb auch ein Schwerpunkt des jährlichen Vermehrungsanbaus. Der Vermehrungsanbau für Weizen läuft nach den üblichen Vorgaben und Kriterien zur Qualitätssicherung.

## Geschichte
- 1943 – Gründung als Kaiser-Wilhelm-Institut für Kulturpflanzenforschung in Tuttenhof bei Wien (Leiter: Hans Stubbe)
- 1945 – Verlagerung nach Stecklenberg/Harz, später nach Gatersleben
- 1948 – Eingliederung in die Deutsche Akademie der Wissenschaften zu Berlin
- 1969 – Umbenennung zum Zentralinstitut für Genetik und Kulturpflanzenforschung
- 1991 – Schließung gemäß Einigungsvertrag
- 1992 – Neugründung als „Institut für Pflanzengenetik und Kulturpflanzenforschung“
- 2004 – Abschluss der Zusammenführung der deutschen Genbanken Braunschweig und Gatersleben
- 2006 – Firmierung unter „Leibniz-Institut für Pflanzengenetik und Kulturpflanzenforschung“ (IPK)

## Kritik an Versuch mit gentechnisch verändertem Weizen
Gegen den Versuchsantrag des IPK (2006) mit gentechnisch verändertem Weizen wurden zahlreiche Einwendungen eingereicht. Kritiker befürchteten eine Vermischung von den auf den Versuchsflächen angebauten Weizensorten mit dem Erhaltungsanbau der Genbank durch Pollenflug oder die Verschleppung durch Tiere.
Der Versuchsanbau mit transgenem Weizen wurde vom zuständigen Bundesamt für Verbraucherschutz und Lebensmittelsicherheit (BVL) unter der Auflage genehmigt, dass der Abstand zu den Vermehrungsflächen der Genbank 500 Meter betragen muss.
Als Selbstbestäuber befruchtet sich Weizen nahezu einhundertprozentig innerhalb der Blüte durch eigenen Pollen. Aus weiteren biologischen Gründen (max. Pollenflug) wurden Auskreuzungen und damit eine mögliche Verbreitung der transgenen DNA von den zuständigen Fachleuten als sehr unwahrscheinlich bewertet und der Versuchsanlage zugestimmt. Nachteile für die Genbank in Gatersleben sind aus diesem Versuchsanbau bisher (2009) nicht bekannt geworden.
Im April 2008 drangen sechs Personen auf das Versuchsgelände des IPK vor und zerstörten ein Versuchsfeld mit gentechnisch verändertem Weizen. Das IPK bezifferte den Schaden auf 245.000 Euro, eine Schadenersatzklage scheiterte jedoch in zweiter Instanz. Ein Strafverfahren wegen Sachbeschädigung wurde eingestellt, nachdem eine Revision der Angeklagten erfolgreich war.